# Чжень Цюань
Чжень Цюань (*甄权, 540 —643) — китайський державний службовець та лікар часів династій Суй та Тан.

## Життєпис
Народився у 540 році на території сучасної провінції Хенань. Отримав класичну освіту. У 581 році був призначений на посаду коректора текстів Наказу обліку населення та карт. В цей же час став вивчати медицину через хворобу матері. Глибоко осягнув основні ідеї цієї науки. Особливо добре володів технікою акупунктури і припікання. Був запрошений до почту імператора Вень-ді. У 602 році голковколюванням вилікував імператорських охоронців від хвороби бері-бері, а канцлера Ревізійної палати від ревматизму.
Своє впливове становище Чжень Цюань зберіг й за нової династії Тан. Лікував як високопосадовців, так й членів імператорської родини. У 643 році імператор Тай-цзун привітав Чжень Цюаня зі 103-річчям, особисто відвідавши його сім'ю і розпитавши про мистецтво довголіття, а також подарував йому посаду, чайний столик і посох, одяг та інші подарунки.

## Медична діяльність
Був автором декількох книг. Всі вони до теперішнього часу втрачено. У книгах «Бей цзи цянь цзинь яо фан» (Готові на випадок необхідності безцінні рецепти) і «Вай тай мі яо фан» (Секретні рецепти з книгосховища) даються посилання на такі книги Чжень Цюаня, як «Атлас людського тіла, отриманий в залі Мінтал», «Підбірка текстів з канонів голковколювання» і «Рецепти голковколювання».